# The Unfinished Sympathy
The Unfinished Sympathy es una banda de pop rock de la ciudad de Barcelona, España.

## Historia
Empezaron a tocar en enero del año 2000 y en diciembre del mismo año grabaron su primer álbum auto titulado, The Unfinished Sympathy. En octubre del 2001 empezaron su primer tour europeo a través de Francia, Bélgica e Inglaterra donde grabaron una de las primeras Peel Sessions en la BBC Studios con el legendario John Peel, un disc jockey, radio difusor y periodista inglés, siendo la primera banda española en grabar con él.
En 2002 llegaron a tocar con bandas internacionales como Bad Religion, Jimmy Eat World o Dover. Después de estos conciertos volvieron al estudio para grabar su segundo LP, llamado An Investment In Logistics que finalmente vio la luz en 2003.
El álbum recibió una gran aceptación por parte de la crítica del mundo musical: Mondo Sonoro, un magazine musical nacional, describió An Investment In Logistics como el mejor álbum del año (2003) y lo situaron en la cima de la escena nacional independiente en muy poco tiempo. Gracias a todo esto, John Peel los invitó otra vez para grabar lo que se convertiría en su segunda Peel Sessions en diciembre de 2003.
En la primavera del siguiente año volvieron al estudio para grabar Rock For Food, su tercer álbum de larga duración que salió en septiembre de 2004. El álbum refleja ya una madurez musical en el grupo, ya que consiguen un sonido más trabajado y muy roquero. 
La revista musical Rockzone lo cualificó como el mejor álbum del año (2004). Los temas a destacar son Rainfrogs, This Living Kills, Rock For Food, This Loveless Curse y You've Got A Long Run.
En 2005 cambiaron de discográfica, abandonaron BCore (con la que editaron todos sus anteriores álbumes) por Subterfuge Records para iniciar la grabación de su LP, We Push You Pull.
El álbum salió a la venta en octubre de 2006. No es un disco tan duro como Rock For Food, ya que han experimentado mucho más con nuevos sonidos y melodías. Destacan canciones como Gratitude, Sharpshooter, Spin In The Rye, I'm A Lone Wolf, Babe u Hotel España.
En 2009 la banda barcelonesa publicó su último álbum, Avida Dolars, que los llevó a presentar sus temas en varios festivales como el Festival Internacional de Benicassim (FIB), Barcelona BAM y el Austin's SXSW, entre muchos otros.
El 3 de mayo de 2010 The Unfinished Sympathy anunció su separación como banda en las redes sociales con este mensaje: 
«Queridos amigos, os informamos de que THE UNFINISHED SYMPATHY se han disuelto. La banda ha grabado 5 LP, algunos EP, ha ofrecido cerca de 400 conciertos por España, Alemania, Inglaterra, Francia, EEUU, Italia, Suiza y Bélgica, y ha vivido y compartido un sinfín de momentos entrañables con amigos y profesionales del mundo entero. Muchas gracias por el apoyo recibido durante 10 años fantásticos. Hasta pronto!»
The Unfinished Sympathy anuncia su regreso el 25 de julio de 2017 con el anuncio de un nuevo álbum que vería la luz en octubre de ese mismo año. Como primer adelanto del disco, y siete años después de Avida Dollars (2009), la banda publica un sencillo titulado Sentimental Shock y que cuenta con la producción de Santi García.
La formación del grupo en esta nueva etapa es la siguiente: Eric Fuentes, Oriol Casanovas, Joan Colomo y Pau Albà.

## Discografía
- The Unfinished Sympathy (2001)
- An Investment In Logistics (2003)
- Rock For Food (2004)
- We Push You Pull (2006)
- Avida Dollars (2009)[2]
- It's A Crush! (2017)